# Rdzawoporka gąbczasta

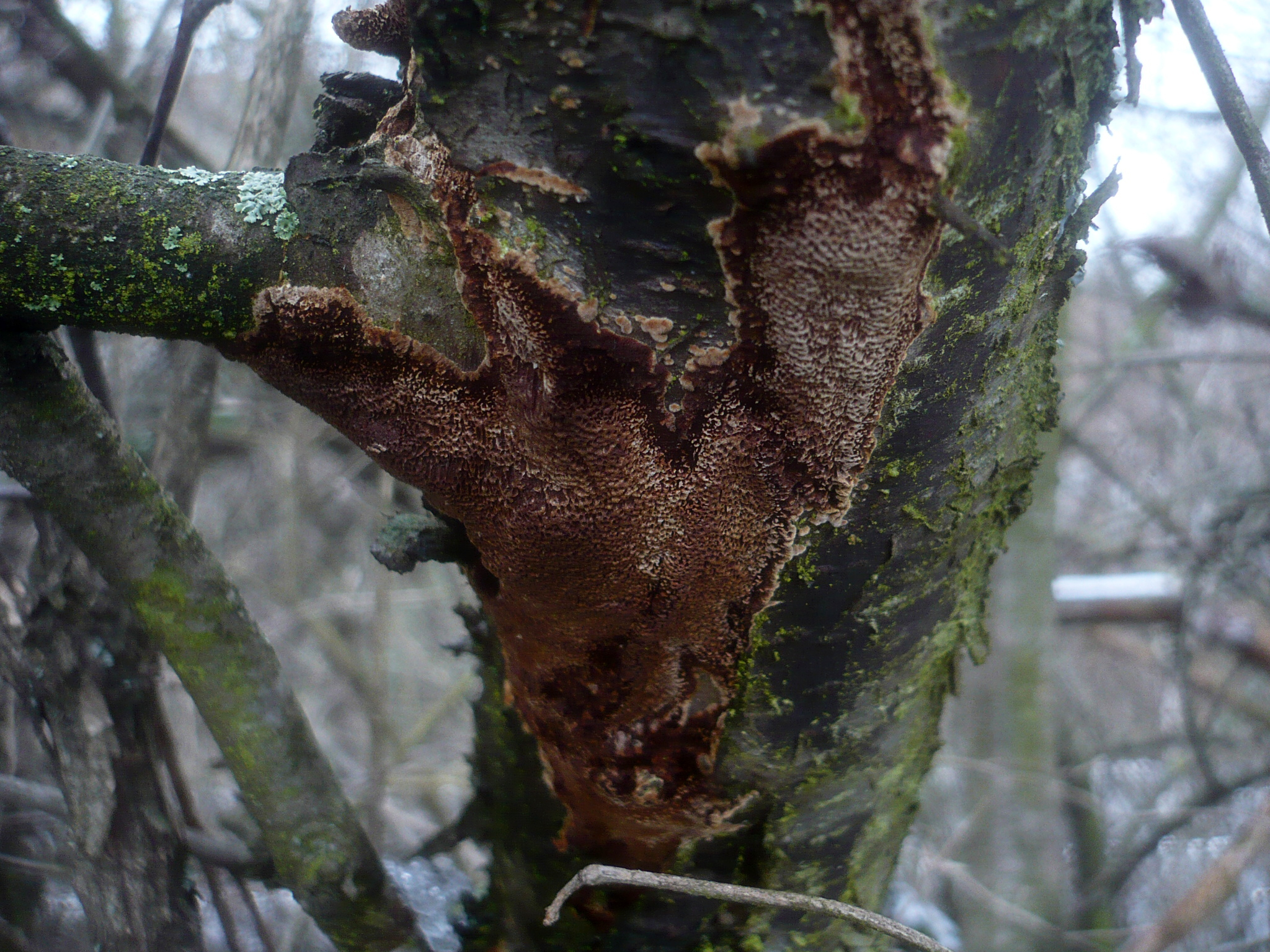

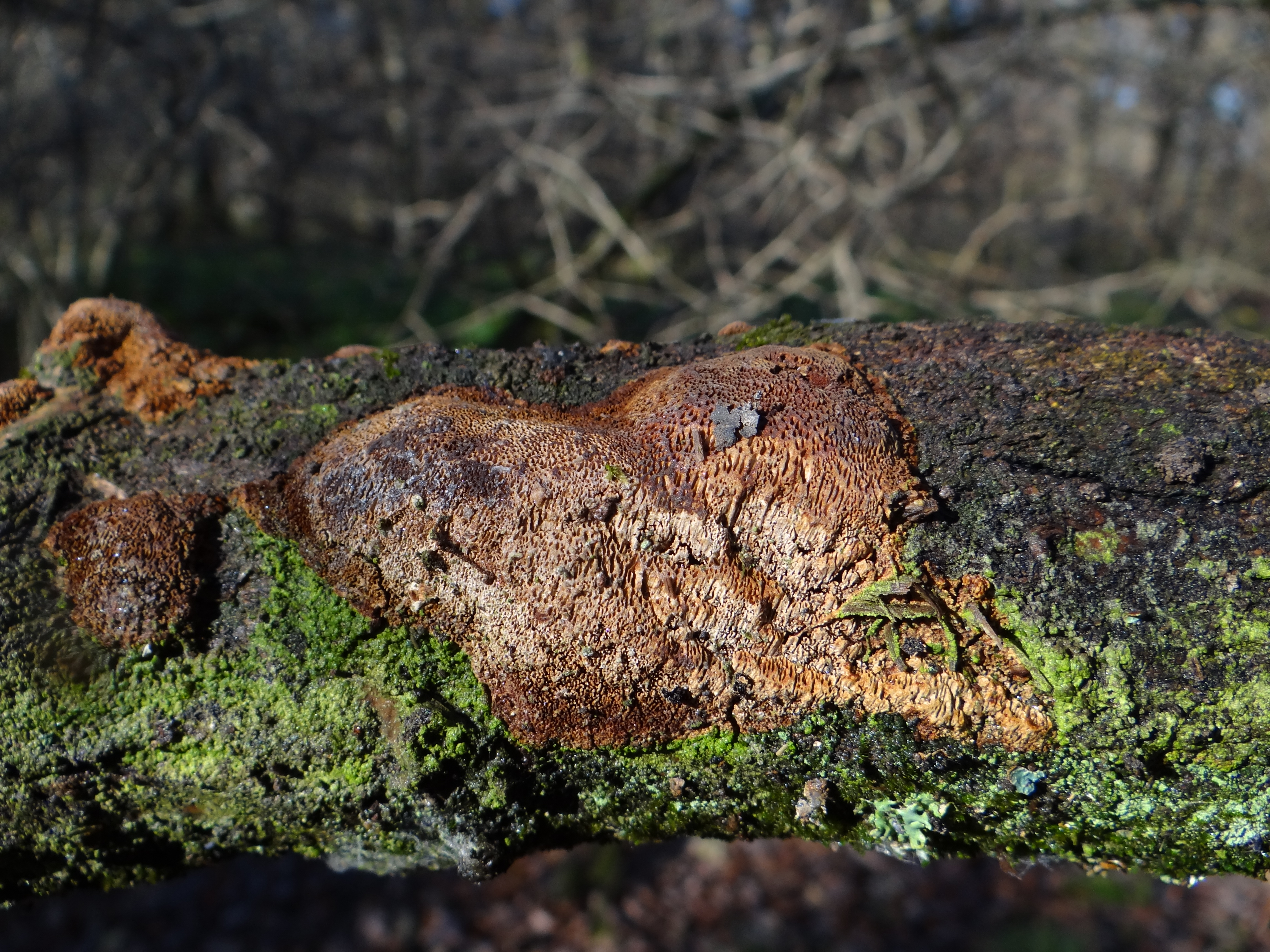

Rdzawoporka gąbczasta, czyreń gąbczasty (Fuscoporia contigua (Pers.) G. Cunn.) – gatunek grzybów z rodziny szczeciniakowatych (Hymenochaetaceae). Grzyb nadrzewny.

## Systematyka i nazewnictwo
Pozycja w klasyfikacji według Index Fungorum: Fuscoporia, Hymenochaetaceae, Hymenochaetales, Incertae sedis, Agaricomycetes, Agaricomycotina, Basidiomycota, Fungi.
Po raz pierwszy takson ten zdiagnozował w 1796 r. Christiaan Hendrik Persoon nadając mu nazwę Boletus contiguus. Potem zaliczany był do różnych rodzajów. Obecną, uznaną przez Index Fungorum nazwę nadał mu G. Cunn. w 1948 r.
Synonimów ma ponad 30. Niektóre z nich:
- Fomitiporia cryptacantha (Mont.) Murrill 1947
- Fuscoporia cryptacantha (Mont.) G. Cunn. 1965
- Hexagonia dubiosa Rick 1960
- Phellinus contiguus (Pers.) Pat. 1928

Nazwę polską nadał Stanisław Domański w 1965 r. (wówczas gatunek ten zaliczany był do rodzaju Phellinus (czyreń). Wcześniej przez polskich mykologów gatunek ten opisywany był jako huba przylegająca (F. Błoński 1889) lub porak zwarty (Teodorowicz 1936). Po przeniesieniu do rodzaju Fuscoporia wszystkie nazwy polskie stały się niespójne z nazwą naukową. W 2021 r. Komisja ds. Polskiego Nazewnictwa Grzybów zarekomendowała nazwę rdzawoporka gąbczasta

## Morfologia
Owocnik
Wieloletnia i silnie przyrośnięta do podłoża, rozpostarta huba o poduszkowatym, często wydłużonym wzdłuż pnia kształcie. Osiąga długość do 20 cm, szerokość do 5 cm i grubość do 1 cm. Na powierzchniach pionowych owocnik jest falisty, miejscami zgrubiały, jego górny brzeg jest zgrubiały do około 1,5 cm, a górna, ciemnoszara powierzchnia tego zgrubienia jest nieregularnie pobruzdowana przez zniekształcone w tym miejscu rurki. Płonny brzeg ma szerokość tylko do 1 mm, jest ostry, gładki, filcowaty, szafranowobrunatny i posiada żółtobiaławą, ledwo widoczną obwódkę, która u starszych okazów zanika. Miąższ gąbczasto-skórzasty o grubości 0,5–1 mm i barwie od rudawocynamonowej do umbrowocynamonowej. Hymenofor rurkowaty, zwykle kilkuwarstwowy. Rurki o długości 2–12 mm, proste lub skośne. W tym drugim przypadku ich zewnętrzne części są całkowicie lub częściowo otwarte i odsłaniają cynamonową stronę wewnętrzną, pokrytą szarym nalotem. Młode rurki mają ostrza gładkie z białym nalotem, starsze są w różnym stopniu ząbkowane lub porozrywane i ciemniejsze – umbrowocynamonowe, brunatne lub rude. Pory nieregularne, o średnicy 0,2–0,7 mm, wyjątkowo do 1 mm. Na 1 mm mieści się ich 2–3.
Cechy mikroskopijne
System strzępkowy dimityczny. Strzępki generatywne cienkościenne, przejrzyste i bezbarwne, o średnicy 2–3.5 μm, przy podłożu nieco grubościenne i bladożółte. Strzępki szkieletowe żółte do rdzawobrązowych, grubościenne, o średnicy 3–5 μm, z wyraźnym światłem. Szczecinki dwojakiego rodzaju. W tramie zwężające się ku końcowi i ostro zakończone, grubościenne, proste, często z zagiętą podstawą, w dolnej części ciemnobrązowe, w górnej jasnożółtawe. Występują w rozproszeniu na granicy tramy i nie zawsze są łatwe do znalezienia. Mają długość 40–120 μm i szerokość 5–12 μm. Szczecinki hymenialne występują bardzo licznie, są grubościenne, szydłowate, ciemnobrązowe. Zazwyczaj posiadają zagiętą podstawę, czasami wyrastają ze strzępek generatywnych i mają bulwiastą podstawę. Wystają na 15–25 μm powyżej hymenium. Cystydiole liczne, przeźroczyste i cienkościenne, głównie jako strzępki częściowo osadzone w hymenium, a częściowo wystające ponad nie. Zarodniki podłużnie elipsoidalne, przeźroczyste i bezbarwne, cienkościenne, zazwyczaj z dużą gutulą, nieamyloidalne, o rozmiarach 5–7 × 3–3,5 μm.

## Występowanie i siedlisko
Występuje w całej strefie tropikalnej, a także w cieplejszych rejonach wszystkich pozostałych kontynentów (poza Antarktydą). W Afryce Wschodniej jest pospolity. W Polsce średnio pospolity, częściej spotykany na nizinach.
Saprotrof, czasami także pasożyt. Występuje na drewnie drzew liściastych i iglastych, często także na żywych drzewach i na drewnie budowlanym. Powoduje białą zgniliznę drewna.

## Gatunki podobne
- Rdzawoporka drobnopora (Fuscoporia ferruginosa) odróżnia się żywszym zabarwieniem rurek i większymi porami[6].
- Podobny jest także czyreń brązowożółty (Phellinus viticola). Mikroskopowo czyreń gąbczasty odróżnia się od niego dość dużymi zarodnikami i dużymi szczecinkami hymenialnymi[6].